# Ciprian Tătărușanu
Anton Ciprian Tătărușanu (ur. 9 lutego 1986 w Bukareszcie) – rumuński piłkarz występujący na pozycji bramkarza w saudyjskim klubie Abha Club. Grał także w reprezentacji Rumunii.

## Kariera klubowa
Karierę piłkarską Tătărușanu rozpoczął w klubie Juventus Bukareszt. W 2003 roku awansował do kadry pierwszej drużyny i wtedy też zadebiutował w nim w drugiej lidze rumuńskiej. W sezonie 2005/2006 był podstawowym bramkarzem Juventusu, ale spadł z nim wówczas do trzeciej ligi. W 2007 roku odszedł do pierwszoligowej Glorii Bistrița. 5 sierpnia 2007 roku zadebiutował w niej w zremisowanym 2:2 wyjazdowym meczu z Rapidem Bukareszt. Od lata 2007 roku był podstawowym zawodnikiem zespołu Glorii. Grał w niej do końca sezonu 2008/2009.
Latem 2009 roku Tătărușanu przeszedł do Steauy Bukareszt, w której swój debiut zanotował 2 sierpnia 2009 w wygranym 2:0 wyjazdowym meczu z Ceahlăulem Piatra Neamț. W sezonie 2009/2010 rywalizował o miejsce w składzie z Róbinsonem Zapatą, a po odejściu Kolumbijczyka do Galatasaray SK stał się podstawowym bramkarzem Steauy.
W grudniu 2013 roku podpisał promesę kontraktową, na mocy której latem 2014 roku zostanie zawodnikiem greckiego Olympiakosu.
W czerwcu 2014 Ciprian Tatarusanu podpisał kontrakt z włoskim ACF Fiorentina.

## Kariera reprezentacyjna
W swojej karierze Tătărușanu występował w reprezentacji Rumunii U-21. W dorosłej reprezentacji zadebiutował 17 listopada 2010 roku w zremisowanym 1:1 towarzyskim meczu z Włochami.

## Statystyki kariery klubowej
| Sezon   | Klub               | Kraj    | Rozgrywki | Mecze | Bramki |
| ------- | ------------------ | ------- | --------- | ----- | ------ |
| 2003/04 | Juventus Bukareszt | Rumunia | Divizia B | 1     | 0      |
| 2004/05 | Juventus Bukareszt | Rumunia | Divizia B | 8     | 0      |
| 2005/06 | Juventus Bukareszt | Rumunia | Divizia B | 20    | 0      |
| 2006/07 | Juventus Bukareszt | Rumunia | Liga III  | ?     | 0      |
| 2006/07 | Gloria Bistrița    | Rumunia | Liga I    | 1     | 0      |
| 2007/08 | Gloria Bistrița    | Rumunia | Liga I    | 25    | 0      |
| 2008/09 | Gloria Bistrița    | Rumunia | Liga I    | 19    | 0      |
| 2009/10 | Steaua Bukareszt   | Rumunia | Liga I    | 15    | 0      |
| 2010/11 | Steaua Bukareszt   | Rumunia | Liga I    | 34    | 0      |
| 2011/12 | Steaua Bukareszt   | Rumunia | Liga I    | 28    | 0      |
| 2012/13 | Steaua Bukareszt   | Rumunia | Liga I    | 27    | 0      |

## Statystyki kariery reprezentacyjnej
| Mecze i gole w reprezentacji | Mecze i gole w reprezentacji | Mecze i gole w reprezentacji | Mecze i gole w reprezentacji | Mecze i gole w reprezentacji | Mecze i gole w reprezentacji | Mecze i gole w reprezentacji |
| #                            | Data                         | Stadion                      | Rywal                        | Wynik                        | Gol                          | Rozgrywki                    |
| 2010                         | 2010                         | 2010                         | 2010                         | 2010                         | 2010                         | 2010                         |
| ---------------------------- | ---------------------------- | ---------------------------- | ---------------------------- | ---------------------------- | ---------------------------- | ---------------------------- |
| 1.                           | 17.11.2010                   | Klagenfurt, Austria          | Włochy                       | 1:1                          | 0                            | towarzyski                   |
| 2011                         |                              |                              |                              |                              |                              |                              |
| 2.                           | 09.02.2011                   | Paralimni, Cypr              | Cypr                         | 1:1                          | 0                            | towarzyski                   |
| 3.                           | 29.03.2011                   | Piatra Neamț, Rumunia        | Luksemburg                   | 3:1                          | 0                            | el. ME 2012                  |
| 4.                           | 03.06.2011                   | Bukareszt, Rumunia           | Bośnia i Hercegowina         | 3:0                          | 0                            | el. ME 2012                  |
| 5.                           | 08.06.2011                   | São Paulo, Brazylia          | Brazylia                     | 0:1                          | 0                            | towarzyski                   |
| 6.                           | 10.08.2011                   | Serravalle, San Marino       | San Marino                   | 1:0                          | 0                            | towarzyski                   |
| 7.                           | 02.09.2011                   | Luksemburg, Luksemburg       | Luksemburg                   | 2:0                          | 0                            | el. ME 2012                  |
| 8.                           | 06.09.2011                   | Bukareszt, Rumunia           | Francja                      | 0:0                          | 0                            | el. ME 2012                  |
| 9.                           | 11.11.2011                   | Liège, Belgia                | Belgia                       | 1:2                          | 0                            | towarzyski                   |
| 2012                         |                              |                              |                              |                              |                              |                              |
| 10.                          | 27.01.2012                   | Belek, Turcja                | Turkmenistan                 | 4:0                          | 0                            | towarzyski                   |
| 11.                          | 29.02.2012                   | Bukareszt, Rumunia           | Urugwaj                      | 1:1                          | 0                            | towarzyski                   |
| 12.                          | 05.06.2012                   | Innsbruck, Austria           | Austria                      | 0:0                          | 0                            | towarzyski                   |
| 13.                          | 11.09.2012                   | Bukareszt, Rumunia           | Andora                       | 4:0                          | 0                            | El. MŚ 2014                  |
| 14.                          | 12.10.2012                   | Stambuł, Turcja              | Turcja                       | 1:0                          | 0                            | El. MŚ 2014                  |
| 15.                          | 16.10.2012                   | Bukareszt, Rumunia           | Holandia                     | 1:4                          | 0                            | El. MŚ 2014                  |
| 16.                          | 14.11.2012                   | Bukareszt, Rumunia           | Belgia                       | 2:1                          | 0                            | towarzyski                   |
| 2013                         |                              |                              |                              |                              |                              |                              |
| 17.                          | 22.03.2013                   | Budapeszt, Węgry             | Węgry                        | 2:2                          | 0                            | El. MŚ 2014                  |

## Sukcesy

### Klubowe
Steaua Bukareszt
- Mistrzostwo Rumunii: (2): 2012/13, 2013/14
- Puchar Rumunii (1): 2010/11
- Superpucharu Rumunii (1): 2013

### Indywidualne
- Najlepszy piłkarz Rumunii: 2015